# Cayetano Sarmiento
Pour les articles homonymes, voir Sarmiento.
Sarmiento  Tunarrosa est un nom espagnol. Le premier nom de famille, en général paternel, est Sarmiento ; le second, en général maternel, souvent omis, est Tunarrosa.
Cayetano José Sarmiento Tunarrosa, né le 25 mars 1987 à Arcabuco, est un coureur cycliste colombien, devenu directeur sportif de la formation Indeportes Boyacá Avanza. 

## Biographie
En 2010, il est recruté par l'équipe continentale professionnelle italienne Acqua & Sapone-D'Angelo & Antenucci. Il se signale lors du Giro par une neuvième place lors de l'étape de Montalcino parcourue sur les routes de l'Eroica et une quinzième place lors de l'étape s'achevant au passo del Tonale et passant par le col du Gavia.

### Équipe Liquigas-Cannondale et Tour de San Luis
Après deux saisons chez Acqua & Sapone, il rejoint en 2012 l'équipe Liquigas-Cannondale. À la fin du mois de janvier, il dispute, avec sa nouvelle formation, le Tour de San Luis. Lors de la troisième étape, arrivant en altitude, il termine sixième, dans un quatuor, à vingt-six secondes du vainqueur Alberto Contador. Après les trois étapes les plus importantes de l'épreuve, il figure au dixième rang au classement général provisoire. Le lendemain, il chute lourdement dans la descente d'un col et se fracture la clavicule droite. De retour à Duitama, il subit avec succès une intervention chirurgicale.

### Bilan de l'année 2012 et perspectives pour l'année 2013
En janvier 2013, il tire un bilan mitigé de sa saison 2012, sa fracture ayant eu un poids considérable sur le bon déroulement de celle-ci. Son pic de forme se situe en juin où il termine meilleur grimpeur du Critérium du Dauphiné. Alors que le Tour d'Espagne est son pire moment de l'année, disposant de quelques libertés pour s'illustrer, il en fut incapable. Il espère pouvoir prendre sa revanche sur le Tour d'Espagne 2013. Et tout en aidant Ivan Basso à bien figurer au classement général, il rêve de remporter une étape sur le Tour d'Italie 2013. Il vient d'achever un cycle d'entraînement de deux mois en Colombie, pour être prêt à concourir dès que sa formation lui demandera.

### 2014: chute sur l'Eneco Tour
Cayetano Sarmiento est la principale victime d'une chute survenue dans la deuxième étape de l'Eneco Tour. Il est relevé avec une fracture de la clavicule gauche. Alors qu'il était pressenti pour disputer le Tour d'Espagne, il en est absent.

### 2015: membre de l'équipe Colombia
Fin 2014, il signe un contrat avec l'équipe continentale professionnelle Colombia.

### 2022
Cayetano Sarmiento devient directeur sportif de la formation Indeportes Boyacá Avanza.

## Palmarès et classements mondiaux

### Palmarès
| - 2007 - 1re étape du Tour de l'Équateur - 3e du Tour de l'Équateur - 2008 - Clásica de Anapoima : - Classement général - 1re étape - 6e étape du Tour de Colombie espoirs - Clásica de Marinilla : - Classement général - 2e étape - 3e du Tour de Colombie espoirs | - 2009 - Classement général du Baby Giro - 2e de la Clásica de Rionegro - 2e du championnat de Colombie sur route espoirs - Médaillé d'argent sur route au championnat panaméricain espoirs - Médaillé de bronze sur route au championnat panaméricain - 8e du championnat du monde sur route espoirs - 2016 - 3e du championnat de Colombie sur route |

### Résultats sur les grands tours

#### Tour d'Italie
3 participations
- 2010 : 47e
- 2011 : 33e
- 2013 : 91e

#### Tour d'Espagne
2 participations
- 2012 : 60e
- 2013 : 57e

### Classements mondiaux
| Année          | 2012 | 2013 | 2014 |
| -------------- | ---- | ---- | ---- |
| UCI World Tour | 236e | nc   | nc   |